# St. Peter und Paul (Berlar)

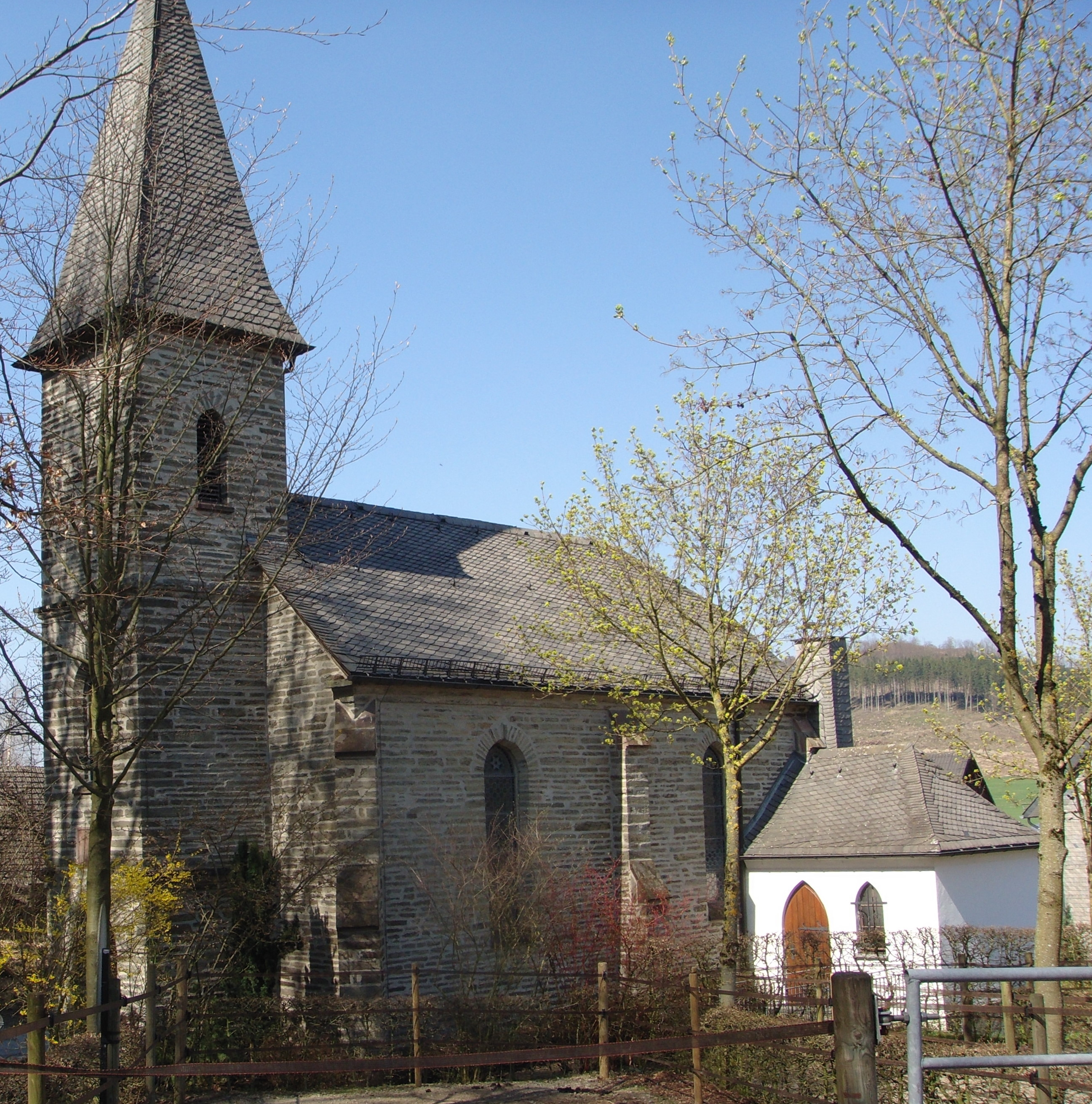
Kapelle St. Peter und Paul

Die römisch-katholische Kapelle St. Peter und Paul ist ein denkmalgeschütztes Kirchengebäude in Berlar, einem Ortsteil von Bestwig im Hochsauerlandkreis (Nordrhein-Westfalen).

## Geschichte und Architektur

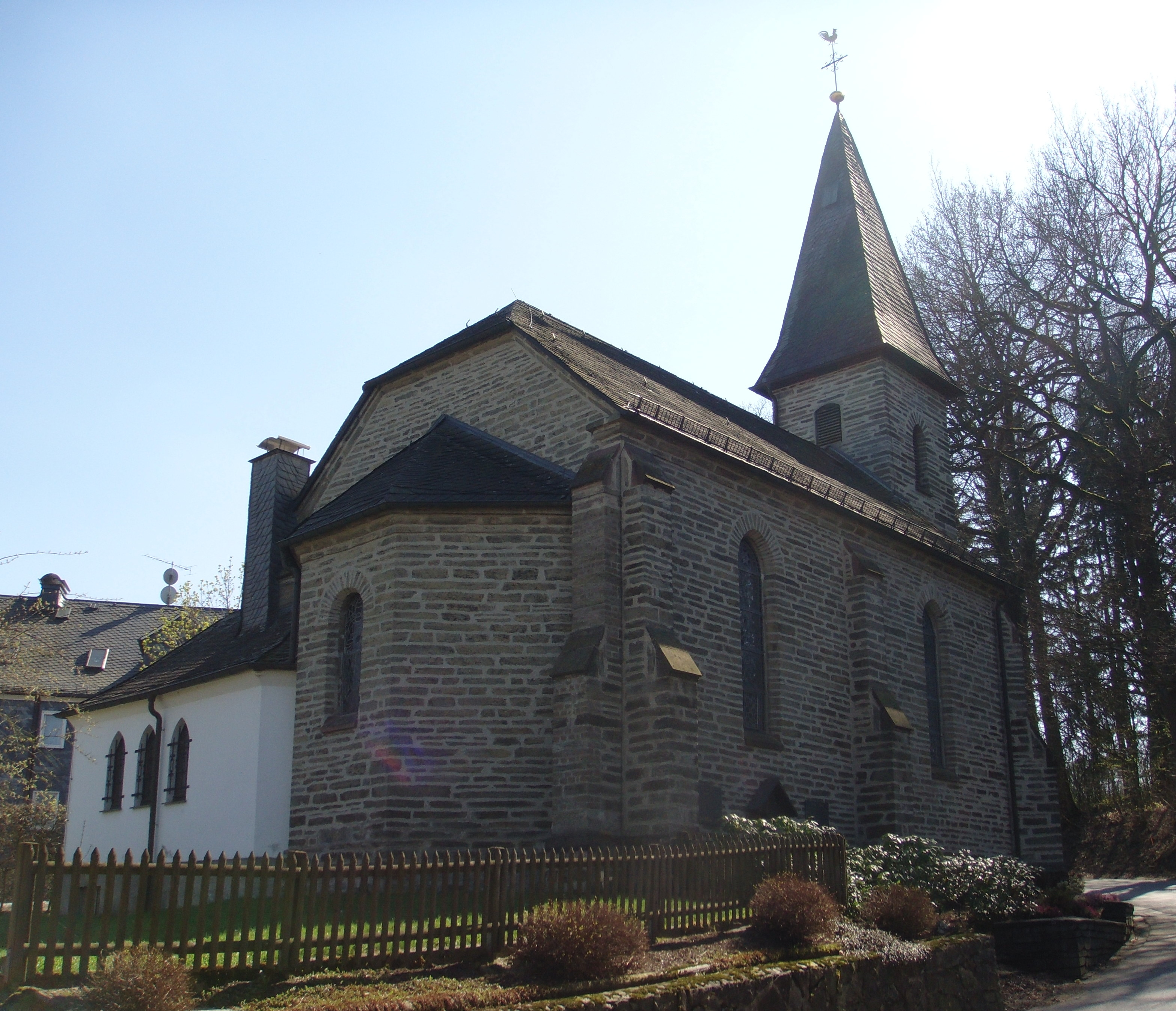
Kapelle St. Peter und Paul

An das erste Kirchengebäude in Berlar erinnert heute noch ein Gedenkstein des Freiherren Friedrich von Plettenberg, er befindet sich auf einer Wiese (sogenannte Kreuzmannswiese) zwischen dem Meierhof und dem Gasthof Niggemann. Das Erbauungsjahr der Kapelle ist nicht bekannt, sie bestand nachweislich seit 1697 und wurde vor 1882 wegen Baufälligkeit abgebrochen. Friedrich von Plettenberg wurde bei der Kapelle begraben, sein Grab wurde 1848 bei Aufräumarbeiten gefunden.
Der Grundstein für die heutige Kapelle wurde 1882 gelegt. Die Kapelle wurde nach Plänen des in Berlar geborenen königlichen Regierungsbaumeisters Josef Kathol erbaut, der u. a. in Metz und Dortmund tätig war. Die Finanzierung erfolgte durch Spenden der Dorfbewohner und Zuwendungen der Diözese und der Pfarrei. Die Kapellengemeinde gehörte seit 1862 zur Pfarrei St. Margaretha in Ramsbeck. Nach Plänen des Oberbaurates Georg Hanxleden wurde 1951 eine Sakristei angebaut. Ein Blitzschlag beschädigte 1978 den Turm, er wurde repariert. Das Gebäude wurde 1982 mit einem neuen Anstrich versehen. Die Bänke der ehemaligen Kapelle in der Tannenbergklinik ersetzten die vorhandenen. Ein neuer Holzfußboden wurde eingezogen und die Fenster wurden neu verbleit. Die letzte Renovierung, bei der die Kapelle ihr heutiges Aussehen erhielt, wurde 1993 durchgeführt. Ein Zelebrationsaltar wurde 1997 aufgestellt.